# Libro de caballerías
El libro de caballerías es un género literario en el que se cuentan hazañas y hechos realizados por caballeros aventureros o andantes. Este género de novelas tuvo su origen en la península ibérica a finales de la Edad Media.

## Denominación del género
El único término usado por Cervantes y todos los demás escritores del Siglo de Oro, sin excepción alguna, fue libro de caballerías.
El término anticuado incomoda hoy; «llamarle libro es no decir nada». Pero el término «libro», arcaizante incluso entonces (y los libros de caballerías están repletos de arcaísmos de toda clase), recordando el liber del latín medieval, denomina una obra completa, una obra de consulta, una obra fidedigna. Y aquí otra parte del embuste de los escritores: sus obras eran históricas, llenas de cosas que realmente pasaron.
Y no son «historias» de un caballero, ni de la caballería, que es una agrupación militar, sino de caballerías: los hechos famosos de los caballeros del libro.
Según la terminología moderna son ejemplos de un tipo de novela.
El término «libros de caballería» es un barbarismo que no debe usarse nunca. Se trata de una errata (tomo XL de la Biblioteca de Autores Españoles) que ha tenido fortuna.

## Características

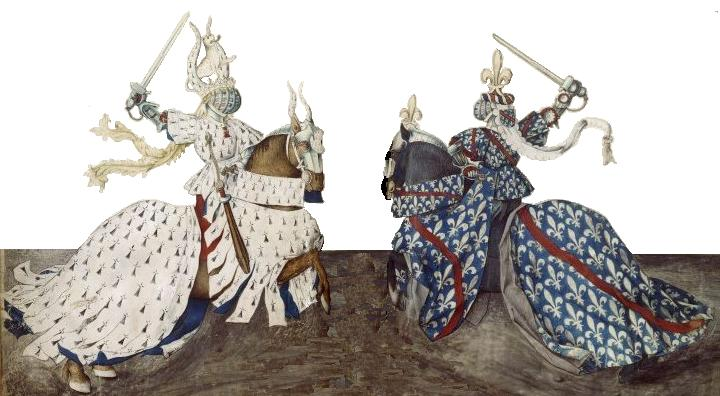
Caballeros participando en un torneo.

Sus características esenciales son:
Estructura abierta y episódicaAunque se trata de un género muy cerrado, por cuanto que responde al modelo marcado por el Amadís de Gaula de Rodríguez de Montalvo, las narraciones presentan una estructura abierta de carácter episódico: las aventuras pueden prolongarse indefinidamente, y cada obra termina anunciando nuevas aventuras a cargo de los descendientes del héroe. Esto hace que siempre sean posibles las continuaciones siguiendo la pauta ya marcada por Rodríguez de Montalvo al continuar con las Sergas de Esplandián las aventuras de su padre Amadís. En este sentido es importante la amplificatio o amplificación, tanto cualitativa o exageratio (cada héroe tiene que superar las hazañas de sus predecesores) como cuantitativa (o dilatatio): la narración se dilata mediante el relato de las aventuras de otros personajes, hermanos o compañeros del héroe principal, utilizando para ello la técnica del entrelazamiento (entrelacement), heredada de la narrativa artúrica.
Búsqueda de honra, valor, aventura a través de diferentes pruebasEs una estructura episódica donde el héroe pasa por distintas pruebas (como, por ejemplo, el paso del "Arco de los fieles amadores" en el Amadís) para merecer a su dama, desencantar a un palacio, o conseguir alguna honra reservada para el mejor caballero de su tiempo. Casi siempre la motivación principal del caballero es la fama y el amor.
Idealización del amor del caballero por su damaAmor cortesano, servicio de la dama, idolatría masoquista; relaciones sexuales fuera del matrimonio con hijos ilegítimos, pero que siempre terminan por casarse.
HeroísmoValor personal ganado por hechos de armas; combate individual para conseguir la fama; el valor superior implica moralidad superior, excepto jayanes (soberbios); torneos, ordalías, duelos, batallas con monstruos y gigantes.
Nacimiento extraordinario del héroeHijo ilegítimo de padres nobles desconocidos, muchas veces reyes; tiene que hacerse héroe, ganar fama y merecer su nombre; muchas veces tiene espada mágica u otros poderes sobrehumanos, y goza de la ayuda de algún mago o hechicero amigo.
Ideal cristiano de una Guerra Sagrada contra los turcosCruzada para defender Constantinopla (perdida de verdad en 1453). Evocación nostálgica de la Reconquista (terminada en 1492).
Geografía totalmente fantásticaViajes a nuevas tierras; monstruos como el Endriago, gigantes, pueblos paganos con ritos extraños; barcos encantados que pueden navegar distancias enormes en una hora; palacios mágicos, lagos encantados, selvas misteriosas.
Tiempos históricos remotos, míticosSin referencias a circunstancias históricas sociales contemporáneas.
Tópico de la falsa traducciónLos libros se presentan como traducidos de originales escritos en griego, alemán, inglés, toscano, árabe u otras lenguas, o como "manuscritos encontrados" después de largo tiempo ocultos o enterrados.

## Series o ciclos de libros de caballerías

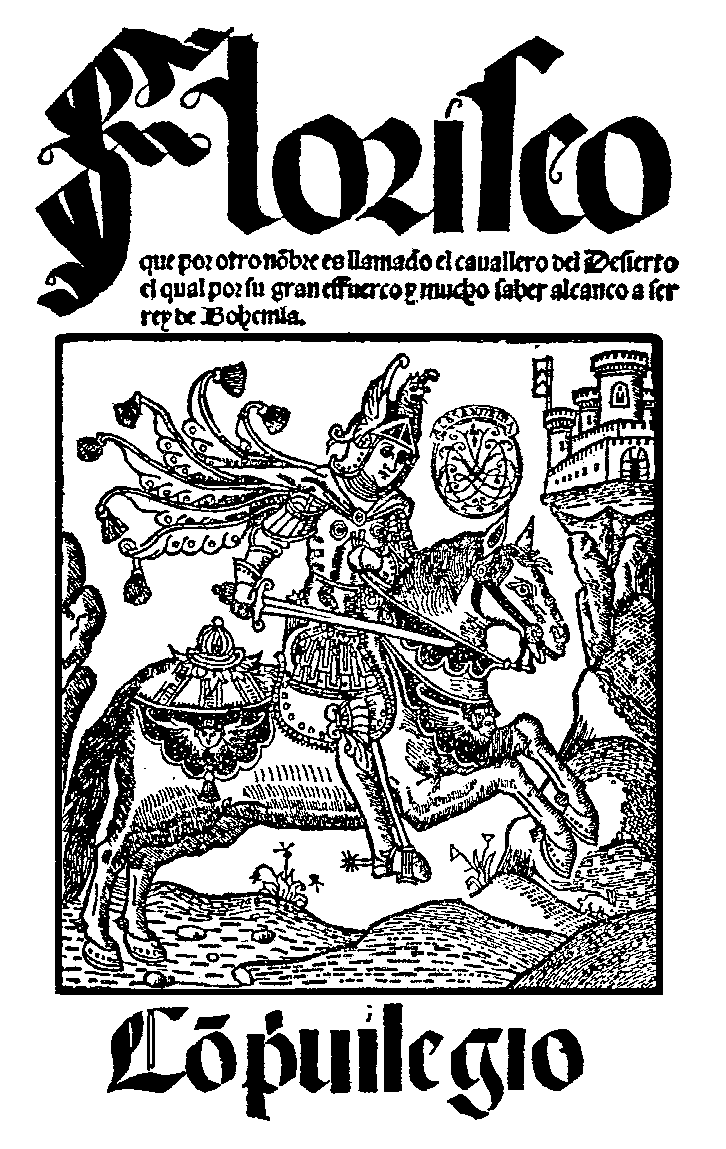
Portada del Floriseo.
Abajo se puede leer «Con privilegio».

Los sesenta y tres libros de caballerías, de los cuales hubo numerosas ediciones y traducciones, se suelen clasificar, a partir de eruditos del siglo XIX d. C., en pertenecientes a ciclos o sueltos. Los ciclos principales, que pueden contener otros subciclos, son los siguientes:
- Ciclo de Amadís de Gaula.
- Ciclo de Belianís de Grecia.
- Ciclo de Clarián de Landanís.
- Ciclo de la Demanda del Santo Grial.
- Ciclo de Espejo de caballerías.
- Ciclo de Espejo de príncipes y caballeros o El caballero del Febo.
- Ciclo de Felixmagno.
- Ciclo de Florambel de Lucea (Francisco de Enciso Zárate).
- Ciclo de Florando de Inglaterra.
- Ciclo de Floriseo.
- Ciclo de Lepolemo o el Caballero de la Cruz.
- Ciclo de Morgante (Traductor-autor: Jerónimo Aunés).
- Ciclo de Palmerín de Oliva.
- Ciclo de Renaldos de Montalbán.
- Ciclo de Tristán de Leonís.

Entre los sueltos figuran Arderique (de autor anónimo y escrito en catalán), el antiguo Libro del caballero Cifar, Cirongilio de Tracia (de Bernardo Pérez de Vargas), Claribalte (de Gonzalo Fernández de Oviedo), Cristalián de España (de Beatriz Bernal), Febo el troyano (de Esteban Corbera), Felixmarte de Hircania (de Melchor Ortega), Florindo (de Fernando Basurto), el anónimo Guarino Mesquino, Lidamor de Escocia (de Juan de Córdoba), Olivante de Laura (de Antonio de Torquemada), los anónimos Oliveros de Castilla y Philesbián de Candaria, Policisne de Boecia (de Juan de Silva y de Toledo), Polindo y Valerián de Hungría (de Dionís Clemente).

## Los ciclos mayores

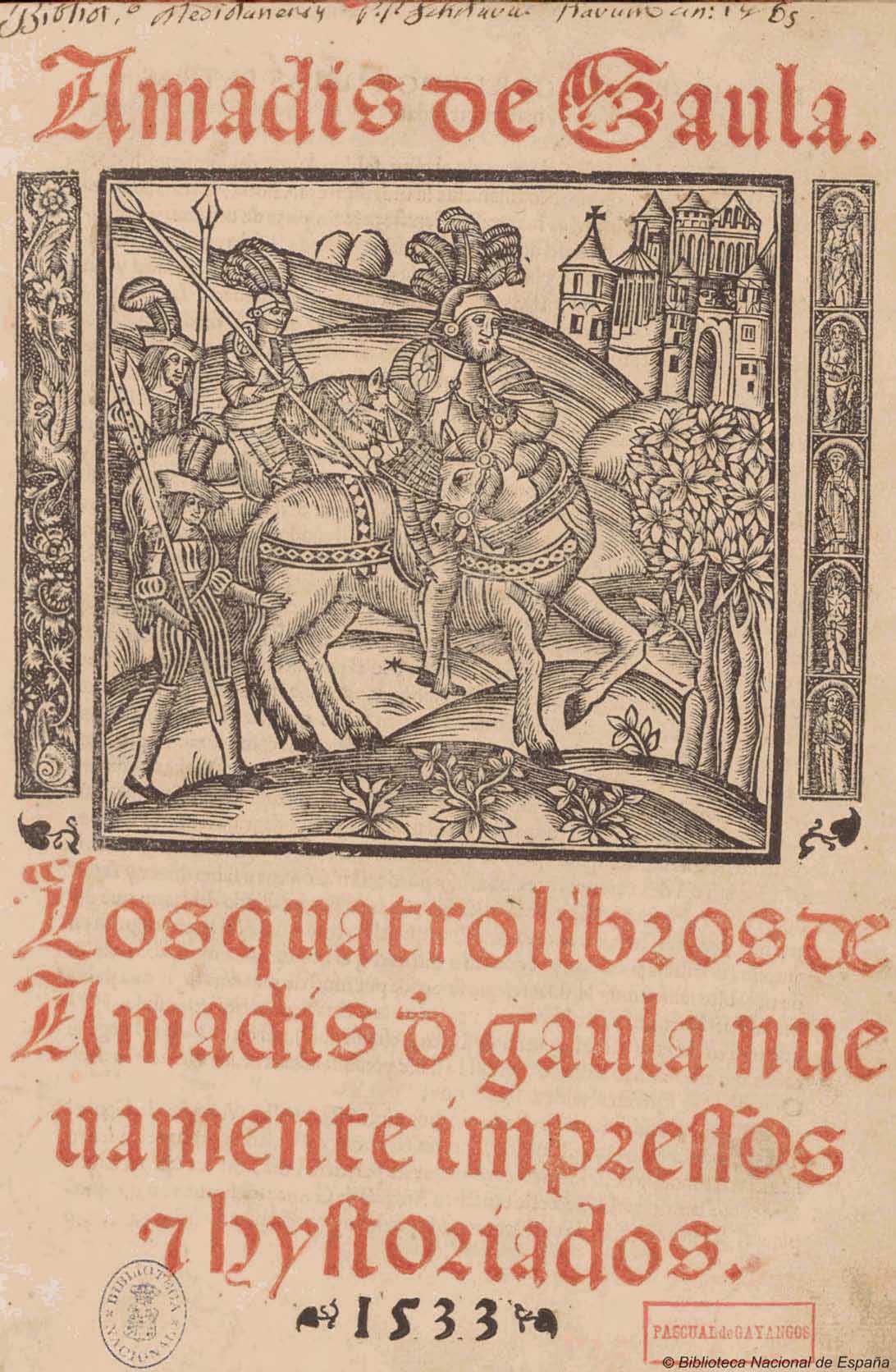
Amadis de Gaula, uno de los más famosos libros de caballerías, fue publicado en

La obra más representativa de este género fue la titulada Los cuatro libros de Amadís de Gaula, escrita al parecer en el XIV en tres libros, pero cuya primera edición conocida es la de Zaragoza de 1508, en la versión refundida de Garci Rodríguez de Montalvo, quien añadió el cuarto libro y además la continuó en Las sergas de Esplandián. A este siguieron Florisando, de Ruy Páez de Ribera; el Lisuarte de Grecia de Feliciano de Silva; el Lisuarte de Grecia de Juan Díaz; Amadís de Grecia, Florisel de Niquea y Rogel de Grecia, los tres escritos por Feliciano de Silva; Silves de la Selva de Pedro de Luján y la Cuarta Parte de Don Florisel de Niquea de Feliciano de Silva. Varias de estas obras fueron traducidas a otros idiomas europeos, y con ello surgieron nuevas continuaciones, como la francesa Flores de Grèce (traducción plagiaria del Lisuarte de Grecia de Juan Díaz), trece obras amadisianas en italiano debidas a Mambrino Roseo, tres obras de la serie alemana Amadís de Francia y otras tres de la serie francesa Le Romant des Romans.
Aparte del ciclo de Amadís de Gaula, el más popular en España y Portugal fue el de los Palmerines, iniciado con la obra Palmerín de Oliva (Olivia según la primera edición), atribuida a Francisco Vázquez y continuada en español por el mismo Vázquez en Primaleón y al parecer por Francisco de Enciso Zárate en Platir. En portugués, el Primaleón fue continuado por Francisco de Moraes en el célebre Palmerín de Inglaterra, este por Gonçalo Coutinho en Crónica de don Duardos de Bretaña y Diogo Fernandes en Duardos de Bretaña, y este a su vez por Baltasar Gonçalves Lobato en Clarisol de Bretaña. En Italia también se publicó una serie de obras que continuaba el ciclo de los Palmerines, seis de ellas escritas por Mambrino Roseo, y otra, Polendos, por Pietro Lauro.
Otros ciclos populares fueron los de Clarián de Landanís, del que se conservan cinco libros impresos, aunque aparentemente fueron siete; y el del Espejo de Príncipes y Caballeros o El Caballero del Febo, del que subsisten cuatro libros impresos y dos manuscritos.

## Ciclos menores, obras independientes y traducciones
Además de estos grandes ciclos, a lo largo del siglo XVI d. C. se publicaron en España numerosos libros de caballerías pertenecientes a ciclos menores o que eran obras independientes. Entre ellos cabe mencionar Arderique, Belianís de Grecia, Cirongilio de Tracia, Claribalte, Cristalián de España, El caballero del Febo el troyano, Félix Magno, Felixmarte de Hircania, Florambel de Lucea, Florando de Inglaterra, Florindo, Floriseo y su continuación Reymundo de Grecia, Lepolemo o El Caballero de la Cruz, Lidamor de Escocia, Olivante de Laura, Philesbián de Candaria, Polindo, Rosián de Castilla y Valerián de Hungría. En español, la última obra de este género fue Policisne de Boecia, publicada en 1602. Otras, como Adramón, Bencimarte de Lusitania, Claridoro de España, Clarisel de las Flores y su reelaboración parcial Filorante, El Caballero de la Luna, Flor de caballerías, León Flos de Tracia, Marsindo, Polismán de Nápoles y Lidamarte de Armenia, quedaron inéditas, mientras que del manuscrito de Clarís de Trapisonda solamente se conservan dos folios. También se sabe de la existencia de varios de los que no se conserva ningún ejemplar, como Leoneo de Hungría, Leonís de Grecia, Lucidante de Tracia y Taurismundo.
En Portugal tuvo una especial popularidad la obra Clarimundo, que llegó a reimprimirse incluso hasta fines del siglo XVIII d. C.
En algunos estudios sobre los libros de caballerías españoles se incluyen también la obra medieval El Caballero Zifar y especialmente la novela valenciana Tirant lo Blanch, de Joanot Martorell, que fue publicada por primera vez en 1490 e impresa en castellano en 1511. También se han estudiado como parte del género diversas obras francesas e italianas, traducidas al castellano, y que relatan aventuras legendarias de los caballeros del Rey Arturo, como El baladro del sabio Merlín, La demanda del Santo Grial, Tablante de Ricamonte y Jofre y Tristán de Leonís, o de los legendarios paladines de la corte de Carlomagno, como La historia del emperador Carlomagno y de los doce pares de Francia, Reinaldos de Montalbán, Guarino Mezquino, Morgante y Espejo de caballerías. La versión española del Tristán francés fue continuada en España en una obra conocida como Tristán el joven, y los dos libros del Espejo de caballerías, refundición y arreglo de obras italianas, fueron continuados en español en un tercer volumen. Otra obra francesa cuya traducción fue muy popular en España fue Oliveros de Castilla. En Portugal, los continuadores del ciclo artúrico produjeron la obra Triunfos de Sagramor y los del carolingio prosiguieron La historia del emperador Carlomagno y de los doce pares de Francia en varias obras más.

## Cronología de las primeras ediciones
- Los cuatro libros del virtuoso caballero Amadís de Gaula. (La primera edición conocida es de Zaragoza, Jorge Coci, 1508, pero hay indicios de que hubo una anterior, quizá de Sevilla, hacia 1496)
- Garci Rodríguez de Montalvo, Las sergas de Esplandián. (Edición príncipe anterior a 1510, quizá de Sevilla, hacia 1496)
- El baladro del sabio Merlín con sus profecías. (Burgos: Juan de Burgos, 1498)
- Oliveros de Castilla y Artús Dalgarbe. (Burgos: Fadrique Biel de Basilea, 1499)
- Adramón (manuscrito, principios del siglo XVI d. C.)
- Tristán de Leonís. (Valladolid: Juan de Burgos, 1501)
- Ruy Páez de Ribera, El sexto libro del [...] rey Amadís de Gaula [...] [y] Florisando [...] príncipe de Cantaría su sobrino fijo del rey don Florestán. (Salamanca: Juan de Porras, 1510)
- Francisco Vázquez, Palmerín de Oliva. (Salamanca: Juan de Porras, 1511)
- Joanot Martorell, Tirante el Blanco. (Valladolid: Diego de Gumiel, 1511)
- Francisco Vázquez, Primaleón. (Salamanca: Juan de Porras, 1512)
- Libro del caballero Zifar (Sevilla, 1512)
- La corónica de los nobles cavalleros Tablante de Ricamonte y Jofre hijo del conde Donasón. (Toledo: Juan de Varela de Salamanca, 1513)
- Feliciano de Silva, Lisuarte de Grecia. (Séptimo libro de Amadís, 1514)
- La demanda del Santo Grial. (Toledo: Juan de Villaquirán, 1515)
- Fernando Bernal, Floriseo. (Valencia: Diego de Gumiel, 1516)
- Anónimo, Libro del esforzado caballero Arderique. (Valencia: Juan Viñao. 1517)
- Gabriel Velázquez de Castillo, Clarián de Landanís (1518)
- Jerónimo López, Clarián de Landanís (libro II, Floramante de Colonia) (Edición perdida, impresa entre 1518 y 1524; la única edición conservada es de 1552).
- Gonzalo Fernández de Oviedo, Claribalte (Valencia: Juan Viñao, 1519)
- Leoneo de Hungría (Toledo: 1520)
- Alonso de Salazar, Lepolemo (El Caballero de la Cruz). (Valencia: Juan Jofre, 1521)
- Álvaro de Castro, El segundo libro del muy valiente y esforçado cavallero don Clarián de Landanís (Libro segundo de la Parte I) (Toledo: Juan de Villaquirán, 1522)
- Libro del noble y esforçado cavallero Renaldos de Montalbán. (Toledo: Juan de Villaquirán, 1523)
- Jerónimo López, Clarián de Landanís (Libro III, El Caballero de la Triste Figura) (Toledo: Juan de Villaquirán, 1524)
- ¿Fernando Bernal?, Reymundo de Grecia. Libro tercero de la historia del rey Floriseo. (Salamanca: Alfonso de Porras y Lorenzo Liondedei, 1524)
- Pedro López de Santa Catalina, Espejo de caballerías (libro I) (Toledo: 1525)
- Juan Díaz, Lisuarte de Grecia, El octavo libro de Amadís que trata de las extrañas aventuras y grandes proezas de su nieto Lisuarte y de la muerte del ínclito rey Amadís. (Sevilla: Juan y Jacobo Cromberger, 1526)
- Primer libro de don Polindo. Historia del invencible cavallero don Polindo, hijo del rey Paciano rey de Numidia & de las maravillosas fazañas y estrañas aventuras que andando por el mundo acabó por amores de la princesa Belisia, fija del rey Naupilio rey de Macedonia. (Toledo: Miguel de Eguía (?), 1526)
- Historia de Perceval de Gaula (Sevilla, 1526)
- Pedro López de Santa Catalina, Espejo de caballerías (libro II) (Toledo: 1527)
- Jerónimo López, Clarián de Landanís (Libro IV, Lidamán de Ganail). (Toledo: Gaspar de Ávila, 1528)
- Feliciano de Silva, Amadís de Grecia. (Noveno libro de Amadís) (Cuenca: Cristóbal Francés, 1530)
- Fernando Basurto, Florindo. (Zaragoza: Pierre Hardouin, 1530)
- Félix Magno (Barcelona: Carles Amorós, 1531)
- Francisco de Enciso Zárate, Florambel de Lucea. (Partes I-III) (Valladolid: Nicolás Tierri, 1532)
- Feliciano de Silva, Florisel de Niquea. (Décimo libro de Amadís) (Valladolid: Nicolás Tierry, 1532)
- Platir (Valladolid: Nicolás Tierry, 1532)
- La Trapesonda que es tercero libro de don Renaldos. (Sevilla: Juan Cromberger, 1533)
- Juan de Córdoba, Lidamor de Escocia. (Salamanca: ¿Juan de Junta?, 1534)
- Lucidante de Tracia. (Salamanca: ¿Juan de Junta?, 1534)
- Tristán el Joven (Sevilla: Dominico de Robertis, 1534)
- La demanda del Santo Grial con los maravillosos fechos de Lançarote y de Galaz su hijo. El primero libro. El baladro del famosíssimo profecta & nigromante Merlín con sus profecías. (Sevilla: 1535)
- Feliciano de Silva, Rogel de Grecia. (Undécimo libro de Amadís) (Medina del Campo: ¿Pierres Tovans?, 1535)
- Dionís Clemente, Valerián de Hungría. (Valencia, Francisco Díaz Romano, 1540)
- Philesbián de Candaria, (Medina del Campo: 1542)
- Baldo (libro IV de Reinaldos de Montalbán) (Sevilla, Dominico de Robertis, 1542)
- Bernardo de Vargas, Cirongilio de Tracia (Sevilla: Jacobo Cromberger, 1545)
- Beatriz Bernal, Cristalián de España. (Valladolid: Juan de Villaquirán, 1545)
- Jerónimo Fernández, Libro primero de don Belianís de Grecia. (Sevilla: 1545)
- Florando de Inglaterra (Lisboa: Germán Gallarde, 1545)
- Pedro de Luján, Silves de la Selva. (Duodécimo libro de Amadís) (Sevilla: Dominico de Robertis, 1546)
- Pedro de Reinosa, Espejo de caballerías (Libro III, Roselao de Grecia) (Toledo: Juan de Ayala, 1547)
- Taurismundo (Lisboa, Diego de Cibdad, 1549)
- Feliciano de Silva, Cuarta Parte de Don Florisel de Niquea. (Libro XIII de Amadís) (Salamanca: Andrea de Portonaris, 1551)
- Pedro Hernández de Villaumbrales, El caballero del sol (Medina del Campo: Guillermo de Millis, 1552) (libro de caballerías alegórico o "a lo divino")
- Jerónimo de Sampedro, Libro de Caballería Celestial del Pie de la Rosa Fragante (Amberes: Martín Nucio, 1554) (libro de caballerías alegórico o "a lo divino")
- Jerónimo de San Pedro, Segunda parte de la Caballería Celestial de las Hojas de la Rosa Fragante (Valencia: Joan Mey Flandro, 1554)
- Diego Ortúñez de Calahorra, Espejo de Príncipes y Caballeros (libro I) (Zaragoza: Esteban de Nájera, 1555)
- Melchor Ortega, Felixmarte de Hircania (Valladolid: Francisco Fernández de Córdoba, 1556)
- Pedro de Luján, Leandro el Bel (Toledo, Miguel Ferrer, 1563)
- Antonio de Torquemada, Olivante de Laura (Barcelona: Claude Bornat, 1564)
- Jerónimo de Contreras, Polismán de Nápoles (manuscrito, 1573)
- Esteban Corbera, El caballero del Febo el troyano. (Barcelona: Pedro Malo, 1576)
- Jerónimo Fernández, Belianís de Grecia (partes III-IV) (Burgos: Pedro de Santillana, 1579)
- Pedro de la Sierra, Espejo de Príncipes y Caballeros (libro II) (Alcalá de Henares: Juan Iñíguez de Lequerica, 1580)
- Joaquín Romero de Cepeda, Rosián de Castilla (Lisboa: Marcos Borges, 1586)
- Marcos Martínez, Espejo de Príncipes y Caballeros (libros III-IV) (Alcalá de Henares: Juan Iñíguez de Lequerica, 1587)
- Francisco de Enciso Zárate, Florambel de Lucea (parte III) (manuscrito, fines del siglo XVI d. C.)
- Pedro Guiral de Verrio, Belianís de Grecia (parte V) (manuscrito, fines del siglo XVI d. C.)
- Francisco de Barahona, Flor de caballerías (manuscrito, fines del siglo XVI d. C.)
- Dámaso de Frías y Balboa, Lidamarte de Armenia (Ladislao de Grecia) (manuscrito, fines del siglo XVI d. C.)
- Alonso de Soria, El caballero Peregrino (Cuenca, Cornelio Bodán, 1601) (libro de caballerías alegórico o "a lo divino")
- Juan de Silva y Toledo, Policisne de Boecia (Valladolid: herederos de Juan Iñíguez de Lequerica, 1602)
- Anónimo, Espejo de Príncipes y Caballeros (parte V) (manuscrito, siglo XVII d. C.)
- Juan Cano López, Espejo de Príncipes y Caballeros (otra parte V y parte VI) (manuscrito, siglo XVII d. C.)

## Adversarios y partidarios de los libros de caballerías
Los libros de caballerías fueron severamente censurados por teólogos y moralistas, que incluso intentaron combatir su popularidad mediante obras llamadas libros de caballerías «a lo divino», como la Caballería celestial, El caballero del sol y Mexiano de la Esperanza, que presentaban a los lectores alegorías morales con características del género caballeresco. Sin embargo, eran muy apreciados por diversas clases sociales, y entre los aficionados a su lectura estuvieron el emperador Carlos V, santa Teresa de Jesús y san Ignacio de Loyola, y sin duda, el propio Cervantes, que tenía con ellos una extraordinaria familiaridad.
Los libros de caballerías, que en los últimos decenios del siglo XVI d. C. tuvieron un notable resurgimiento, perdieron gradualmente su popularidad, al extremo de que el Amadís de Gaula no volvió a ser impreso en España sino hasta 1837. La crítica del siglo XIX d. C. les fue en general hostil y los calificó de absurdos, tediosos e inverosímiles. Hoy, sin embargo, hay una corriente favorable a su estudio e interpretación, considerados de gran importancia para la comprensión del Quijote, y varios de ellos han sido publicados en ediciones anotadas.

## Estudios
El primer estudio general sobre los libros de caballerías españoles fue el Discurso preliminar de Pascual de Gayangos y Arce (1857), preliminar al primer tomo de Libros de caballerías en la Biblioteca de Autores Españoles, cuyo segundo tomo no llegó a publicarse. Se refirió también a los libros de caballerías portugueses. Gayangos dividió los libros de caballerías y las obras conexas con ellos en seis grandes clases: 1) libros de caballerías del ciclo bretón o ciclo artúrico, 2) libros de caballerías del ciclo carolingio, 3) libros pertenecientes al ciclo greco-asiático (que dividió en tres secciones: los Amadises o libros del ciclo de Amadís de Gaula y sus continuaciones, los Palmerines o libros del ciclo de Palmerín de Oliva y sus continuaciones, y los libros independientes de los ciclos anteriores), 3) Historias y novelas caballerescas (obras por lo general de corta extensión o cuya relación con el tema caballeresco es indirecta), 4) libros de caballerías a lo divino, como la Caballería celestial, El caballero del Sol y otras obras semejantes, 5) libros caballerescos fundados en asuntos históricos, principalmente españoles, y 6) traducciones e imitaciones del Orlando y otros poemas caballerescos en castellano.
Otro importante estudio sistemático del género, aunque menos conocido que el de Gayangos, fue el publicado en portugués en 1872 por el diplomático brasileño Francisco Adolfo de Varnhagen, barón de Porto Seguro, Da litteratura dos livros de cavallarias: estudo breve e consciencoso (Viena, Imprensa do Filho de Carlos Gerold). En inglés, la obra pionera sobre la materia fue la de Henry Thomas Las novelas de caballerías españolas y portuguesas (1920, publicada en español en 1952). En años recientes destacan los valiosos trabajos de Daniel Eisenberg, María Carmen Marín Pina, José Manuel Lucía Megías y muchos otros eruditos.